# Ryōko Mitake
Ryōko Mitake (美竹涼子, Mitake Ryōko) est une idole de la vidéo pour adultes japonaise ("AV Idol"). Elle a été plusieurs fois récompensée. Sa brève carrière s'est entièrement déroulée au sein des studios Alice Japan et Max-A. Dès la fin de sa première année de tournage elle a été récompensée par le prix de la meilleure actrice lors de deux cérémonies différentes. À la fin de sa deuxième année, elle reçoit le Prix de la Deuxième Meilleure Actrice. Après deux ans et demi de présence à l'écran, l'actrice se retire de l'industrie du film pornographique pour se consacrer à sa famille.

## Biographie et carrière
Ryōko Mitake naît à Tokyo, Japon le 3 décembre 1982. Son éveil sexuel n'est pas très précoce. Elle a ses premiers rapports sexuels à l'âge de 17 ans avec un amant qui en a 21,. À l'époque de ses débuts dans l'industrie du film pornographique elle a cinq amants simultanément,. Mitake porte des soutiens-gorge aux bonnets E mais n'est pas satisfaite par sa poitrine qu'elle juge comme ayant l'aspect d'un « gant de toilette ».
Mitake est recrutée dans le quartier d'Ikebukuro par un colleur d'affiches qui travaille pour une société productrice de vidéos pornographiques. Elle est immédiatement sur ses gardes lorsqu'il lui demande si elle accepterait de poser dévêtue. Elle a déjà eu l'occasion de visionner quelques vidéos pornographiques sur des thèmes saphistes ou de satyres et décide de s'essayer au genre. Le premier contrat qu'elle signe la lie aux marques Alice Japan et MaxA/Samansa pour lesquelles elle travaillera alternativement durant toute sa carrière,.
Elle pose pour des albums-photos: Rose paraît au mois de décembre 2001 puis c'est le tour de Prick en mai 2002. L'un de ces albums est réalisé à Saipan, l'autre à Shimoda. Mitake rapporte n'avoir pas pu visiter les environs de Saipan car le lieu est  trop ensoleillé pour elle. Par contre, il faisait frais à Shimoda si bien que l'actrice a été victime d'un refroidissement mais elle a eu la chance de goûter aux fruits de mer, et aux homards.
Le premier tournage de Mitake commence au mois de septembre ou octobre 2001. L'actrice se souvient d'avoir été très nerveuse et trouve cette première vidéo pénible à regarder. La première séquence où elle apparaît à l'écran la montre se masturber à l'aide d'un vibromasseur, éjaculer (shiofuki), et avoir des rapports sexuels les yeux bandés. En raison de son inexpérience (toute relative), un acteur a dû montrer à Mitake comment se masturber avant qu'elle ne réalise la scène devant la caméra. Au cours d'une rencontre journalistique au début de sa carrière et après avoir tourné dans neuf vidéos, Mitake déclare que pratiquer un rapport sexuel les yeux bandés est la chose la plus insolite qu'elle ait faite à ce jour. Cette première vidéo intitulée Fever parfois connue sous le titre I'm in Heat (発熱してる, Hatsu nesshiteru), paraît au mois de janvier 2002 sous la marque Alice Japan, et devient immédiatement la vidéo la plus louée. Cette première vidéo de l'actrice est mise en vente au mois d'avril 2002.

### Première année de vidéos pornographiques
La première vidéo de Mitake pour la marque MaxA/Samansa s'intitule Pride (プライド) et paraît au mois de février. Son deuxième film, Ecstasy (エクスタシー, , mars 2002), cette fois pour Alice Japan, retrouve l'actrice en uniforme scolaire, armée d'un godemichet, pratiquant un soapland et ayant des rapports sexuels les yeux bandés
Mitake fait sa première expérience de rapports sexuels dans une voiture à l'occasion de la seconde vidéo, Forbidden Eros (禁断エロス, Kindan eros, avril 2002), qu'elle interprète pour le compte de Max-A/Samansa sur le mode narratif cher aux japonais. L'actrice est ici une écolière en fuite. Elle a des rapports sexuels alternativement en uniforme d'écolière et en tenue de serveuse. À partir de ce moment, passant d'un studio à l'autre par rotation, constamment en réunion avec les équipes de tournage et les réalisateurs, Mitake se sent plus optimiste pour la suite de sa carrière.
Avec Crazy Love (クレイジーラブ, , Alice Japan, mai 2002) Mitake éprouve un « amour fou » pour deux repris de justice incarcérés. L'un d'entre eux purge une peine d'emprisonnement de trois ans et passe son temps à lire des romans érotiques en se masturbant, l'autre écrit des histoires érotiques qu'il publie sur la toile et n'a pas eu de rapport sexuel depuis 20 ans.
Parfum (パルファム, , MaxA, juin 2002) est une vidéo sur le thème de l'inceste. Mitake y interprète le rôle d'une fille violée, la nuit, par son beau-père. Les séquences du viol en vêtements d'écolière sont remarquables par leur érotisme particulièrement excitant.
La vidéo Sleeping Beauty (スリーピング ビューティー, , Alice Japan, juillet 2002) est tirée d'un roman du prix Nobel de littérature de 1968 Yasunari Kawabata, The House of the Sleeping Beauties. Mitake campe le personnage d'une femme victime d'un satyre au cours de son sommeil.
Le 18 juin 2002, Mitake fait son apparition, sur quatre pages, dans la revue Weekly Playboy puis pose à nouveau pour elle au mois d'août 2002. Lors d'une entrevue journalistique accordée au début de l'année 2002, Mitake fait remarquer qu'elle n'a pas tourné de scène réellement extrême jusque-là. Elle est l'actrice d'une vidéo ayant pour thème le ménage à trois puis on la découvre à nouveau dans  Sexy Nurse (メスナース, , Alice Japan, septembre 2002) où elle est une infirmière, objet du désir de deux patients et d'un médecin olfactophile. S'ensuivent des scènes d'excitation sexuelle fétichistes axées sur les  jambes de l'actrice et l'olfactophilie.
Le réalisateur d'une des premières vidéos de l'actrice souhaitait qu'elle paraisse physiquement épuisée pour l'une des scènes de sexe du film. Il lui demande donc de courir pour obtenir cet effet. Mais Mitake est en bonne condition physique, aime nager et ne se fatigue pas facilement. La course n'ayant pas eu l'effet escompté, Mitake s'accroupit puis se relève 160 fois sans paraître très fatiguée.
Mitake incarne une femme lutteur professionnelle avec Zone (MaxA, octobre 2002). Cette vidéo est physiquement plus astreignante que les promenades précédentes de l'actrice et nécessite de sa part de bonnes capacités physiques. Elle réalise des accroupissements ainsi qu'une éducation sexuelle poussée sous la houlette d'un entraîneur lubrique.
Lors d'une rencontre journalistique qui a eu lieu au mois d'octobre 2002, Mitake se rappelle avoir interprété cinq vidéos à l'étranger - trois fois à Saipan, une fois à Bali et une autre fois à Los Angeles. Elle a espéré, sans succès, aller une fois à Hokkaido. Après avoir déjà été une infirmière dans des films d'anime cosplay, elle a exprimé son désir d'interpréter des rôles dans des vidéos de cosplay. Elle voudrait être une pom-pom girl, une bunny girl ou un chaton. Pour Beautiful Sex Slave (調教美畜, Chōkyōbichikuken, novembre 2002), Mitake campe le personnage d'une élève frigide que son ami loue à deux hommes âgés d'une quarantaine d'années pour la violer et, espère-t-il, lui faire ainsi découvrir l'orgasme. Elle se fait examiner chacun de ses orifices, y compris les oreilles et le nombril dans Dirty Mouth également publié sous le titre Erotic Mouth ou encore Erotic Holes (淫口, Inguchi).

### Seconde année de vidéos pornographiques
Au cours de l'année 2003, Mitake paraît cinq fois dans la revue Weekly Playboy dont elle occupe occupe cinq pages en janvier.
Au mois de février 2003, elle est la vedette du cinquième volume de la série Taboo produite par Max-A. Mitake y découvre l'urophilie et la sexualité de groupe avec six autres acteurs.
Mitake interprète le rôle d'un esprit de la montagne qui a des rapports sexuels avec les voyageurs dans la vidéo Witch Hunt 2 alias Witch's Home 2 (魔女の棲み家Ⅱ, , avril 2003).
Elle est encore une esclave sexuelle dans Lady R alias Histoire D'R (Ｒ嬢の物語, R-jō no monogatari, juin 2003), une vidéo dont le scénario est tiré d'Histoire d'O.
Oral Infection (口内感染, Kōnaikansen, , MaxA, octobre 2003) est connu pour ses scènes de fellations au cours desquelles Mitake avale le sperme pour la première fois à l'écran.
Beautiful Beast (美女が野獣, Bijo ga yajū) retrouve Mitake dans le rôle de la secrétaire d'un Président Directeur Général de société. La vidéo renferme des scènes de sexe avec les employés de la société ainsi qu'avec le Président.
Ryoko Mitake in Mah-jong Wife (美竹涼子の人妻麻雀, Mitake Ryōko no hitozuma maajan, décembre 2003) est un jeu vidéo de mahjong dans lequel un adversaire joue contre une Mitake pariant ses vêtements de pilote de ligne, de femme d'intérieur, de professeur et enfin de veuve tout en parcourant le Japon. La récompense ultime du joueur sera la nudité de l'actrice.
Welcome to Max Café! (ようこそMax Cafeへ！, Yōkoso Max Cafe-e!, décembre 2003) est une autre vidéo au thème incestueux dans laquelle Mitake a des rapports sexuels avec son frère. La vidéo contient une séquence cosplay qui a lieu dans un jardin d'enfants. L'actrice porte de vêtements de bunny girl et des culottes bouffantes.
Uniform Doll (制服人形, Seifuku ningyō, mars 2004) est une vidéo au thème cosplay plus innocent. Mitake est tour à tour habillée en lycéenne, en liftière, en serveuse, et arbore également des tenues chinoises. Cette vidéo lui permet de satisfaire son désir de porter un déguisement de chatte.
Lors d'une entrevue journalistique, l'actrice a l'occasion de décrire le type d'homme qu'elle aime : « Quelqu'un de plus âgé que moi...peut-être autour de 45 ans. Il devra être grand et grassouillet. Oh, et porter des lunettes... Un homme plus âgé aura plus d'égards pour moi et je parie qu'ils sont meilleurs dans un lit!, ». À la suite de quoi, elle est surnommée la « beauté froide » au sein de l'industrie du film pornographique,, et considérée, à plusieurs reprises  tout au long de l'année 2003, comme la meilleure actrice de film pornographique au Japon,.

### Départ de l'industrie et héritage
Pour l'une de ses dernières apparitions à l'écran, Silent Letter (MaxA, juin 2004), Mitake renoue avec les scènes de ses débuts qu'elle interprétait les yeux bandés. Devenue une actrice expérimentée, à l'apogée de sa carrière, elle y paraît plus « lubrique » que jamais.
Au mois d'août 2004, Mitake annonce qu'elle s'est mariée, qu'elle est enceinte et qu'elle abandonne la pornographie. L'hebdomadaire japonais Shūkan Gendai qualifie le départ de l'actrice comme étant l'un des dix plus importants événements de la semaine. L'éditorial conclut en espérant son prompt retour à l'écran.
Après que Mitake se soit retirée de l'affiche, de nombreuses vidéos rétrospectives ont vu le jour sous forme de compilations éditées par Max-A et Alice Japan. Certaines d'entre elles mettent l'accent sur ses scènes de fellations, son travail en vêtements cosplay ainsi que sur d'autres genres et techniques. À la demande des inconditionnels de l'actrice, d'autres publications, telles que Max Pink File, Ryoko Mitake (ＭＡＸピンクファイル 美竹涼子, , février 2007), ont été rééditées en fonction d'une censure plus indulgente,.

## Récompenses
Mitake est récompensée par deux fois en tant qu'actrice de vidéo pornographique.
Elle reçoit, avec une confortable majorité des voix, le prix de la Meilleure Actrice du genre aux 3e Takeshi Kitano Awards contre Sora Aoi, une nouvelle venue très appréciée du public, et Nao Oikawa, la gagnante du prix de la Meilleure Actrice Débutante.
Mitake est à nouveau récompensée par l'industrie du film pornographique en obtenant le Deuxième Prix de la Meilleure Actrice aux X City Grand Prix Awards 2003.

## Filmographie (partielle)
La filmographie est extraite des sites internet suivants :
* « (en) Ryoko Mitake », Urabon Navigator 1997-2006 (consulté le 12 septembre 2009);
* « (ja) 美竹涼子 (ミタケリョウコ) », XCity (consulté le 2 mars 2009);
* « (en) Mitake (Ryoko Mitake) », XCity (consulté le 2 mars 2009).

### 2002
| Titre du film                                                 | Producteur/no d'identification | Réalisateur      | Parution                                                                                             | Notes                                                                            |
| ------------------------------------------------------------- | ------------------------------ | ---------------- | --- | -------------------------------------------------------------------------------- |
| Fever alias I'm in Heat 初熱してる。 () Hatsu nesshiteru.     | Alice Japan KA-2055            | Futoshi Kamino   | janvier 2002 (DVD exclusivement destiné à la location) 25 avril 2002 (DVD destiné à la vente)        | Débuts de l'actrice dans la pornographie                                         |
| Pride プライド ()                                             | MaxA XS-2250                   | Hitoshi Osamaru  | 25 février 2002 (DVD exclusivement destiné à la location) 24 mai 2002 (DVD destiné à la vente)       |                                                                                  |
| Ecstasy エクスタシー ()                                       | Alice Japan KA-2065            | Kyosuke Murayama | 29 mars 2002 (DVD exclusivement destiné à la location) 21 juin 2002 (DVD destiné à la vente)         |                                                                                  |
| Forbidden Eros 禁断エロス () Kindan eros                      | MaxA XS-2256                   | Futoshi Kamino   | 23 avril 2002                                                                                        |                                                                                  |
| Crazy Love クレイジーラブ ()                                  | Alice Japan KA-2072            | Rokuro Mochizuki | 31 mai 2002 (DVD exclusivement destiné à la location) 23 août 2002 (DVD destiné à la vente)          |                                                                                  |
| Parfum パルファム ()                                          | MaxA XS-2264                   | Hideaki Hirano   | 25 juin 2002                                                                                         |                                                                                  |
| Eros エロス                                                   | MAX-A/Samansa                  |                  | 19 juillet 2002                                                                                      |                                                                                  |
| Sleeping Beauty スリーピング ビューティー ()                  | Alice Japan KA-2079            | Toshiharu Ikeda  | 26 juillet 2002                                                                                      |                                                                                  |
| Dirty Mouth aka Erotic Mouth aka Erotic Holes 淫口 () Inguchi | MaxA KXS-2267                  | Kyosuke Murayama | 23 août 2002 (DVD exclusivement destiné à la location) 20 décembre 2002 (DVD destiné à la vente)     |                                                                                  |
| Ryoko Mitake 美竹涼子 ()                                      |                                |                  | 20 septembre 2002                                                                                    |                                                                                  |
| Sexy Nurse メスナース ()                                      | Alice Japan KA-2090            | Yosuke Urata     | 27 septembre 2002 (DVD exclusivement destiné à la location) 11 octobre 2002 (DVD destiné à la vente) | DVD includes Sleeping Beauty                                                     |
| Zone                                                          | MaxA XS-2276                   | Rokuro Mochizuki | 29 octobre 2002 (DVD exclusivement destiné à la location) 21 février 2003 (DVD destiné à la vente)   |                                                                                  |
| Beautiful Sex Slave 調教美畜 () Chōkyōbichikuken              | Alice Japan KA-2096            | Yosuke Urata     | 22 novembre 2002                                                                                     |                                                                                  |
| MAX-A Anniversary 3                                           | MAX-A XV098                    |                  | 6 décembre 2002                                                                                      | Avec 23 autres actrices dont Hijiri Sayaka, Ami Ayukawa, Rin Nohara, et Sora Aoi |
| Alice Japan 2003 アリスJAPAN 2003 ()                          | Alice Japan DV200              | 13 décembre 2002 | | Avec 22 autres actrices dont Chiharu Aoyama, Nami Ozawa, and Chiharu Aoyama      |
| The Confined Bodydoll 監禁ボディドール () Kankin bodydoll     | MaxA XS-2279                   | Futoshi Kamino   | 27 décembre 2002 (DVD exclusivement destiné à la location) 25 avril 2003 (DVD destiné à la vente)    |                                                                                  |

### 2003
| Titre du film                                                                       | Producteur/no d'identification | Réalisateur      | Parution                                                                                         | Notes                                                          |
| ----------------------------------------------------------------------------------- | ------------------------------ | ---------------- | ------------------------------------------------------------------------------------------------ | -------------------------------------------------------------- |
| Sex Trip 発情トリップ () Hatsujō trip                                               | Alice Japan KA-2106            | Kyosuke Murayama | 31 janvier 2003                                                                                  |                                                                |
| Taboo                                                                               | MaxA XS-228                    | Yoshiho Fukuoka  | 21 février 2003 (DVD exclusivement destiné à la location) 20 juin 2003 (DVD destiné à la vente)  |                                                                |
| Sexy Butt 女尻 () Mejiri                                                            | MaxA KA-2113                   | Takumi Iwasaki   | 28 mars 2003                                                                                     |                                                                |
| Witch Hunt 2 aka Witch's Home 2 魔女の棲み家Ⅱ ()                                    | MaxA XS-2289                   | Kyosuke Murayama | 22 avril 2003                                                                                    |                                                                |
| Forced Strip 剥ぐ。 () Hagasu.                                                      | Alice Japan KA-2119            | Yosuke Urata     | 30 mai 2003                                                                                      |                                                                |
| Lady R alias Histoire D'R Ｒ嬢の物語 () R-jō no monogatari                          | MaxA XS-2293                   | Yosuke Urata     | 24 juin 2003 (DVD exclusivement destiné à la location) 24 octobre 2003 (DVD destiné à la vente)  |                                                                |
| Dangerous Looked-Up Room aka A Dangerous Room 危ない密室 () Abunai misshitsu        | Alice Japan KR-9187            | Yosuke Urata     | 25 juillet 2003                                                                                  |                                                                |
| Witch Hunt 魔女の棲み家 ()                                                          | MAX-A XV135                    |                  | 22 août 2003                                                                                     |                                                                |
| More Beauty                                                                         | MaxA XS-2300                   | Kyosuke Murayama | 29 août 2003 (DVD exclusivement destiné à la location) 19 décembre 2003 (DVD destiné à la vente) |                                                                |
| Ryoko Mitake Secret Edition 美竹涼子 秘蔵痴態集 ()                                  | Alice Japan KA-2135            |                  | 26 septembre 2003                                                                                | Compilation d'extraits de Fever, Ecstasy, et Crazy Love        |
| Ryoko Mitake 2 Video Package 美竹涼子 2本セット ()                                  | Alice Japan KA-2136            |                  | 26 septembre 2003                                                                                | Teased et Ryoko Mitake Secret Edition sont sur ce DVD          |
| Teased 焦らし責め ()                                                                | Alice Japan KA-2134            | Kyosuke Murayama | 26 septembre 2003                                                                                |                                                                |
| Oral Infection 口内感染 () Kōnaikansen                                              | MaxA XS-2307                   | Jin Nomaru       | 31 octobre 2003                                                                                  |                                                                |
| Sexy Butt CLIMAX 2003 VOL.2 女尻CLIMAX 2003 VOL.2 ()                                | Alice Japan DV295              |                  | 21 novembre 2003                                                                                 | Avec Asuka Ozora, Naho Ozawa, Anna Suzukaze, et Saori Kamiya   |
| Beautiful Beast 美女が野獣 () Bijo ga yajū                                          | Alice Japan KA-2147            | Yosuke Urata     | 28 novembre 2003                                                                                 |                                                                |
| Ryoko Mitake in Mah-jong Wife 美竹涼子の人妻麻雀 () Mitake Ryōko no hitozuma maajan | Alice Japan DDI001             |                  | 19 décembre 2003                                                                                 |                                                                |
| MAX-A Anniversary IV                                                                | MAX-A XV149                    |                  | 19 décembre 2003                                                                                 | Avec Maria Takagi, Sora Aoi, Akiho Yoshizawa, et Yuna Mizumoto |
| Welcome to Max Café! ようこそMax Cafeへ！ () Yōkoso Max Cafe-e!                     | MaxA SRXV-076                  | Taira Takano     | 26 décembre 2003                                                                                 |                                                                |

### 2004 et après
| Titre du film | Producteur          | Réalisateur        | Parution                                                                                          | Notes |  |
| --- | ------------------- | ------------------ | ------------------------------------------------------------------------------------------------- | --- |  |
| Improper Porno 不穏なポルノ () Fuonna poruno                                                                       | Alice Japan KA-2156 | Kyosuke Murayama   | 30 janvier 2004                                                                                   | |  |
| Ryoko Mitake in Oral Infection 美竹涼子 口内感染 () Mitake Ryōko: Kōnaikansen                                      | MAX-A XV159         |                    | 21 février 2004                                                                                   | |  |
| Ryoko Mitake in Sexy Teacher Hunt 女教師狩りｉｎ美竹涼子 () Jokyōshikari in Mitaki                                 | Ryōko               | MaxA XS-2326       | Hirofumi Isobe                                                                                    | 27 février 2004 |  |
| Uniform Doll 制服人形 () Seifuku ningyō                                                                            | Alice Japan KA-2163 | Kyosuke Murayama   | 19 mars 2004                                                                                      | |  |
| Welcome to Max Café! Max Cafeへようこそ！美竹涼子 () Yōkoso Max Cafe-e!                                            | MAX-A XS-2315       | Hirofumi Isobe     | 23 mars 2004                                                                                      | |  |
| Ryoko Mitake in Exhibitionistic Girls 露出姉 in 美竹涼子 () Roshutsu ane in Mitake Ryōko                           | MaxA XS-2334        | Jin Nomaru         | 30 avril 2004                                                                                     | |  |
| The Contribution 投稿 () Tōkō                                                                                      | Alice Japan KA-2172 | Kyosuke Murayama   | 21 mai 2004                                                                                       | |  |
| Boin Mix BOMB | MAX-A XS2340        | Toshi-o            | 18 juin 2004                                                                                      | Avec Yukimi Tōno, Miho Fukada, Ayaka Fujisaki, Sora Aoi, Sayaka Hijiri, Yuki Maioka, Natsumi Morimura et Ami Ayukawa                                   |  |
| Silent Letter | MaxA XS-2344        | Hirofumi Isobe     | 29 juin 2004 (DVD exclusivement destiné à la location) 28 septembre 2004 (DVD destiné à la vente) | |  |
| MORE MAX VI | MAX-A XS2345        | Toshioh            | 23 juillet 2004                                                                                   | Avec Naho Ozawa, Sora Aoi, Sakurako Tokiwa et Akiho Yoshizawa                                                                                          |  |
| Ryoko in Sucking Paradise 涼子のフェラづくし () Ryōko no ferazukushi                                               | Alice Japan KA-2197 | Tatsuyoshi Jinbo   | 19 novembre 2004                                                                                  | |  |
| Perfect Uniform Part 1 完全制服 上巻 () Kanzen seifuku: jokan                                                      | MaxA                | Hajime Shibuya     | 21 décembre 2004                                                                                  | |  |
| Ryoko in Sucking Paradise 2 涼子のフェラづくし 2 () Ryōko no ferazukushi 2                                         | Alice Japan KA-2203 | Tatsuyoshi Jinbo   | 21 janvier 2005                                                                                   | |  |
| Perfect Uniform Part 2 完全制服 下巻 () Kanzen seifuku: gekan                                                      | MaxA XS-2381        | Hajime Shibuya     | 28 février 2005                                                                                   | |  |
| All About Ryoko Mitake オール・アバウト・美竹涼子 ()                                                               | Alice Japan KA-2213 | Tatsuyoshi Jinbo   | 18 mars 2005                                                                                      | Extraits de 15 des vidéos de l'actrice |  |
| BEST / Ryoko Mitake                                                                                                | Alice Japan KA-2213 | Tatsuyoshi Jinbo   | 22 avril 2005                                                                                     | Une collection d'extraits des meilleures vidéos avec des retours sur la carrière de Mitake                                                             |  |
| Ryoko Mitake 美竹涼子 () Mitake Ryoko                                                                              | MaxA PMX-004        |                    | 28 juin 2005                                                                                      | |  |
| Uniform Doll Dress Up Collection 2005 制服人形 着せ替えコレクション 2005 () Seifukuningyō: kisekae korekushon 2005 | Alice Japan KA-2227 | Usagi Kanda        | 22 juillet 2005                                                                                   | Avec Kaede Matsushima, Sora Aoi, Akiho Yoshizawa, Yuna Mizumoto, Sumire Aida et Hikaru Hozuki                                                          |  |
| Alice Pink File アリスピンクファイル ()                                                                            | Alice Japan DV-748  | Kanda Usagi        | 16 février 2007                                                                                   | |  |
| Max Pink File, Ryoko Mitake ＭＡＸピンクファイル 美竹涼子 ()                                                       | MAX-A XV503         | Max Nakamoto       | 16 février 2007                                                                                   | Extraits de Fever, Ecstasy, Crazy Love, Sleeping Beauty et Beast Nurse réédités avec les nouveaux standards de la censure                              |  |
| Alice Pink File, Ryoko Mitake 2 アリスピンクファイル 美竹涼子２ ()                                                 |                     |                    | 16 mars 2007                                                                                      | Extraits de Training Pretty Animal, Lustful Trip, Butt Woman, Forced Strip et Dangerous Private Room réédité avec les nouveaux standards de la censure |  |
| MAX Pink File, Ryoko Mitake Part 2 ＭＡＸピンクファイル 美竹涼子Part２ ()                                          | MAX-A XV503         | Max Nakamoto       | 16 mars 2007                                                                                      | |  |
| Alice Pink File, Ryoko Mitake 3 アリスピンクファイル 美竹涼子３ ()                                                 | Alice Japan PDV032  | Ed. of Usagi Kanda | 11 janvier 2008                                                                                   | Quatre heures d'extraits de vidéos antérieures réédités avec les nouveaux standards de la censure                                                      |  |

## Albums Photos
| Titre de l'album      | Éditeur                  | Photographe      | Parution         |
| --------------------- | ------------------------ | ---------------- | ---------------- |
| Rose                  | Eichi Publishing         | Hiroyuki Yoshida | 20 décembre 2001 |
| Prick                 | Eichi Publishing         | Hiroyoshi Saiki  | 10 mai 2002      |
| Lovex 08 Ryoko Mitake | Bauhaus Lovex Photobooks |                  | février 2005     |

## Revues
- Dera Beppin[48]
  - Février 2002 (6 p.)
  - Mai 2002 (6 p.)
  - Juillet 2002 (5 p.)
  - Novembre 2002 (5 p.)
- Top Ten Mate (トップテンメイト?)[49]
  - Février 2005 (vol. 167)
  - Juillet 2005 (vol. 172)
- Weekly Playboy[19],[24],[50]
  - 18 juin 2002 (4 p.)
  - Semaine du 20 août au 27 août 2002 (1 p.)
  - Semaine du 1er janvier au 7 janvier 2003 (5 p.)
  - 25 mars 2003 (1 p.)
  - 3 juin 2003 (1 p.)
  - Semaine du 19 août au 26 août 2003 (Fukurotoji)
  - 16 septembre 2003 (3 p.)
  - 5 octobre 2004 (5 p.)